# Mapa de Céspedes Xeria
Mapa de Céspedes Xeria (ou Mapa del río Ayembí y del Paraná, con sus afluentes, que recorrió Luis de Céspedes Jería, gobernador del Paraguay, al entrar en su jurisdicción desde Brasil) é um mapa produzido por D. Luis de Céspedes Xeria, em 8 de novembro de 1628, retratando a trajeto que percorreu entre a então vila de São Paulo de Piratininga até a Ciudad Real de Guayrá, no Paraguai, através rios Tietê e Paraná. Suas dimensões são 118 cm x 79 cm.
O trajeto representado acontece entre 16 de julho e 18 de setembro de 1628. O mapa é considerado o primeiro do sertão paulista feito já com os Europeus na região e é importante para estabelecer uma primeira identidade visual paulistana.
Em 1917, o Museu Paulista adquiriu uma cópia do mapa, um fac-símile do documento original, que foi importante para o estabelecimento de uma narrativa e memória historiográfica paulista, além de ajudar a compreender a formação do território do que seria o estado de São Paulo.

## Descrição
O Mapa de Céspedes Xeria foi produzido para acompanhar uma carta de Céspedes Xería a D. Felipe IV da Espanha e provavelmente tinha o intuito de ilustrar o trajeto e facilitar o entendimento do rei.
No documento, a representação cartográfica do trajeto é feita por uma linha vermelha, acompanhada de ilustrações de cidades, vilas e aldeias indígenas. Há pouca natureza representada, exceto pela margem dos próprios rios e algumas ilhas.
O mapa não conta com coordenadas fidedignas, rosa dos ventos, indicação para o norte e nem preocupa-se com a projeção, escala e precisão geométrica.
Em termos de representação, o rio Tietê encontra-se nos quadrantes superiores esquerdos do mapa, junto com a Vila de São Paulo. Já o rio Paraná aparece nos quadrantes inferiores esquerdos. Os assentamentos nos quadrantes inferiores direitos. A legenda aparece dividida em três colunas e as cruzes ao longo do trajeto representam os locais de pouso.

## Versões do mapa
Existem duas versões do mapa: a primeira chamada de “Mapa 17 de Céspedes Xeria” e, uma segunda, intitulada “Mapa 17bis de Céspedes Xeria”. Ambas do Archivo General de Indias, na cidade de Sevilha, na Espanha.
Apesar de Céspedes Xeria ser um militar, estudos apontam que foi ele mesmo quem colheu os dados e e realizou o desenho. O seu intuito era enviar o mapa a Felipe IV, sendo acompanhado, inclusive, com um texto seu, em primeira pessoa. Entretanto, Céspedes Xeria utilizou-se de copistas para produzir outras reproduções do documento. É por esta razão que as duas versões do mapa contam com caligrafias diferentes.

## Fac-símile no Museu Paulista

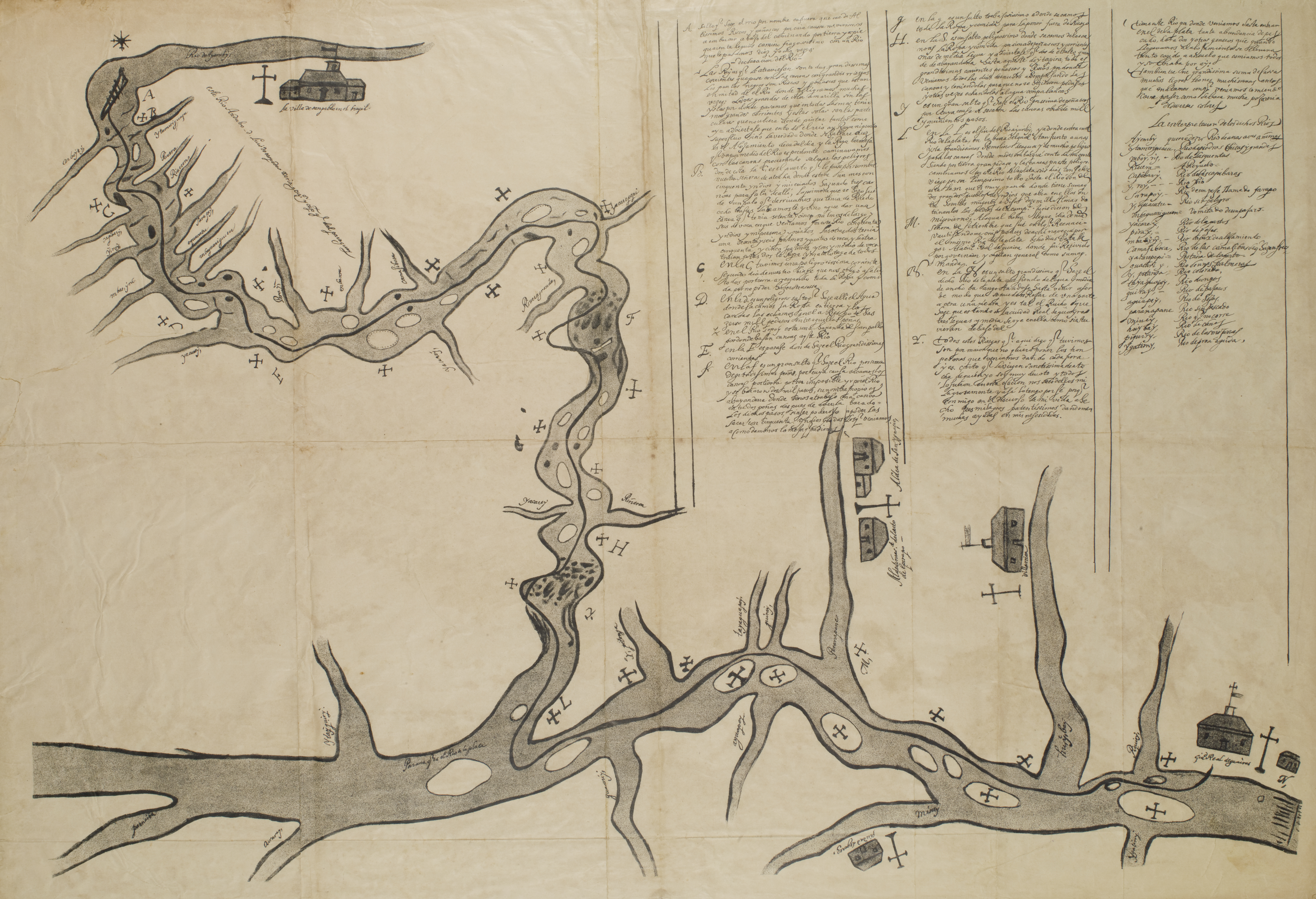
Fac-símile do Mapa de Céspedes Xeria presente no acervo do Museu Paulista

Affonso d’Escragnolle Taunay historiador e diretor do Museu Paulista entre 1917 e 1946 teve contato com o mapa durante as pesquisas que realizava na instituição. Tinha grande interesse por História do Brasil e, no cargo que ocupou, tratou sobretudo de remontar o papel de São Paulo na formação do território nacional, principalmente para situar a atuação paulista como central no centenário da Independência do Brasil, que aconteceria em 1922.
Taunay teve o primeiro contato com o mapa em 1917, ano que tornou-se diretor do museu. Neste período, realizou diversas mudanças estruturais na instituição, para transformá-la em um museu de História e, entre as suas realizações, inaugurou uma sala dedicada somente à História do Brasil e de São Paulo, a Sala da Cartografia Colonial e Documentos Antigos (Sala A-10), na qual os mapas tinham uma posição importante de representação e cronologia da história brasileira.

Para montar esta sala, Taunay trocava e encomendava fac-similares de diversas instituições de guarda pelo mundo, com o intuito de montar a história nacional. Entre as cópias que Taunay mais se esforçou para obter estava a do Mapa de Céspedes Xeria, que encontrava-se no Archivo General de Indias, em Sevilha, na Espanha.
“Quando em 1917, o eminente Pablo Pastells me assinalou a presença do mapa de Céspedes no Archivo General de Indias, em Sevilha, e mo descreveu, sofregamente o fiz copiar fac-similarmente. Dei-me logo pressa em divulgar esse documento preciosíssimo.”
O fac-símile do mapa de Céspedes Xeria foi detalhadamente produzida, a pedido de Taunay, pelo copista Santiago Montero Díaz. Ele copiou o documento original, assim como o resto das documentação relacionada, como algumas cartas de Céspedes Xeria a Felipe IV. Em outubro de 1917, Montero Díaz termina e cobra 200 pesetas (178 mil réis) pelo trabalho.
Após receber a cópia, Taunay inaugurou a Sala A-10 e inseriu o mapa com grande destaque, emoldurado e junto com o restante da documentação copiada. Também utilizou o fac-similar em artigos que publicou no Correio Paulistano, na Revista do Instituto Histórico e Geográfico Brasileiro e nos Anais do Museu Paulista.
De acordo com artigos publicados, existem uma discussão sobre a originalidade do fac-símile requisitado por Taunay. Porém, análises comparativas entre o mapa original e o fac-símile, não há provas que Taunay tenha pedido para Montero Díaz realizar alterações no documento.